# Trackback
En informática, trackback o retroenlace es  un concepto que surge del mundo de los weblogs, bitácoras, diarios y blogs.
Se trata de un enlace inverso que permite conocer qué enlaces apuntan hacia un determinado artículo; de ese modo, avisa a otro weblog que se está citando uno de sus artículos.
Básicamente, si un blog admite trackbacks quiere decir que es capaz de recibir un aviso de otro blog, de forma que dos de los artículos de ambos quedan relacionados entre sí, normalmente porque el segundo hace referencia al primero.
Los trackbacks a un artículo quedan reflejados habitualmente al pie del mismo, más o menos en el lugar en que aparecen los comentarios.
La especificación del trackback y su implementación fueron desarrollados por Six Apart, creadores del CMS Movable Type.
Una explicación menos técnica sería la siguiente: Es la continuación de un determinado artículo (post) en otro Blog distinto (o sea, de otra persona), pero que deja constancia de que lo está haciendo en el artículo original, mediante un enlace entre ambos, el cual está en un apartado diferenciado de los comentarios.

## Cómo usarlos
Usar un trackback es tan fácil como añadir el enlace trackback del blog original en tu blog. Poco tiempo después aparecerá un enlace a tu blog en la sección 'Trackbacks' o simplemente como un comentario automático.